# Eduard Reimoser
Eduard Reimoser (Feldsberg, 29 dicembre 1864 – Vienna, 8 gennaio 1940) è stato un aracnologo austriaco, principalmente interessato allo studio tassonomico degli aracnidi dell'Europa orientale (in particolare dell'area danubiana), del Sudan e del Sud America.
Realizzò diverse spedizioni nei paesi summenzionati finanche in età avanzata (p.e. nel 1930, partecipò ad un'importante spedizione naturalistica austriaca in Costa Rica). Catalogò alcune nuove specie e generi di ragni (come Bristowia) e negli anni accumulò una vasta collezione di esemplari - ragni prevalentemente, ma anche coleotteri - che fu acquisita, successivamente, dal Naturhistorisches Museum di Vienna, istituzione a cui Reimoser prestò la sua collaborazione come volontario dal 1925 fino alla morte. 

## Biografia
Dopo averne ricevuto l'abilitazione, intraprese la carriera di insegnante di scuole medie inferiori e, successivamente, quella di preside e ispettore scolastico (Bezirksschulinspektor), un ruolo quest'ultimo che avrebbe mantenuto fino al pensionamento, nel 1925. 
Reimoser iniziò ad interessarsi stabilmente agli aracnidi fin dal periodo in cui lavorava come insegnante, compiendo numerose osservazioni sul campo e catalogando un gran numero di specie, dapprima in Austria e in altri paesi dell'area danubiana, ma successivamente anche in Africa Orientale, Medio Oriente, Isole della Sonda e Sud America. Nonostante la formazione da autodidatta, si guadagnò nel tempo una reputazione da specialista nella comunità aracnologica già a partire dalle sue prime pubblicazioni come "Echte Spinnen aus Mesopotamien" ("Ragni della Mesopotamia", 1915) e "Katalog der echten Spinnen des paläarktischen Gebietes" (Catalogo dei ragni della regione paleartica, 1919). Per il suo apporto all'espansione delle collezioni aracnologiche del Naturhistorisches Museum, nel 1927 fu insignito del titolo di corrispondente del museo viennese (Korrespondent des Naturhistorischen Museums).

## Denominati in suo onore
- Anepsion reimoseri (Chrysanthus, 1961), ragno (Araneidae)
- Leucauge reimoseri (Strand, 1936), ragno (Tetragnathidae)
- Mastophora reimoseri (Levi, 2003), ragno (Araneidae)
- Syntrechalea reimoseri (Caporiacco, 1947), ragno (Trechaleidae)
- Typhlonyphia reimoseri (Kratochvíl, 1936), ragno (Linyphiidae)